# Домашний кинотеатр
Дома́шний кинотеа́тр — комплекс звуковоспроизводящего и видеооборудования потребительского класса, установленный в частном жилом помещении для создания оптимальных условий просмотра видеоконтента в домашних условиях. Основное назначение домашнего кинотеатра заключается в получении высокого качества изображения и звука, приближенного к кинотеатральному и обеспечивающего сопоставимый «эффект присутствия».

## Эволюция оснащения
Прообраз современного домашнего кинотеатра появился в 1980-х годах одновременно с распространением видеозаписи, заменившей 8-мм кинопроекторы. Первые кинотеатры состояли из видеомагнитофона или проигрывателя лазерных дисков, подключенных к телевизору с большим экраном кинескопа или к проекционному телевизору. Совершенствование оборудования первым коснулось качества звука, недостаточно высокого в стандартном формате VHS. Улучшенная звукозапись по системе Hi-Fi Stereo позволила выводить звук не только на встроенные в телевизор громкоговорители, но и на внешний усилитель с выносными акустическими системами. Принципиальный прорыв произошёл в конце 1990-х годов, благодаря появлению видеодисков формата DVD с цифровой записью изображения и звука. Благодаря адаптации цифровых систем звукозаписи Dolby Digital и DTS, предназначенных для кинотеатрального звуковоспроизведения, в домашних условиях стала возможна реализация технологии «звукового окружения». Шесть независимых каналов звукозаписи позволили выводить звук на акустические системы, расположенные с разных сторон от зрителей, давая точную звуковую картину, сравнимую с получаемой в хорошем кинотеатре.
Следующая революция связана с появлением технологий телевидения высокой чёткости и плоских плазменных панелей и LCD-телевизоров с большой диагональю. Видеопроигрыватели стандартов HD DVD и Blu-ray в сочетании с большими плоскими экранами позволили резко повысить качество изображения с большими угловыми размерами. Дополнительный импульс был дан удешевлением высококачественных DLP-проекторов, дающих контрастное изображение на больших отражающих экранах. Видеоконтент, демонстрируемый с разрешением ТВЧ 1920×1080 нетренированный глаз почти неспособен отличить от качества кинотеатральных цифровых кинопроекторов со стандартным разрешением 2K, эквивалентным 2048×1080 различимых пикселей. В настоящее время с помощью оборудования потребительских классов можно строить домашние кинотеатры для небольших аудиторий, способные конкурировать с профессиональными кинотеатрами. Благодаря высокому качеству компонентов, домашний кинотеатр может иметь дополнительные функции, например музыкального или медиацентра.
В России домашние кинотеатры получили широкое распространение только в середине 2000-х годов. Это объясняется высокой стоимостью качественных видеозаписей, сохранявшейся до появления широкополосного доступа в интернет и возможности скачивания пиратского контента с различных веб-ресурсов, в том числе торрент-трекеров.

## Оборудование
Состав оборудования, входящего в современный домашний кинотеатр включает: 
- Телевизор или проектор и экран.
- Источник видео. (Например, сетевой медиаплеер, тюнер кабельного или спутникового тв или проигрыватель Blu-ray дисков.)
- AV-ресивер для домашнего кинотеатра.
- Комплект акустических систем, включающий (но не ограничиваясь ими): центральный динамик, правый и левый передние громкоговорители, специальные динамики для Dolby Atmos и сабвуфер или два сабвуфера.

При этом весь комплекс может быть куплен как целиком «в коробке», так и составлен из отдельных устройств, приобретённых в разных местах. По уровню качества и стоимости домашние кинотеатры условно делятся на три главные группы: мультимедиа, Hi-Fi и Hi-End. Важнейшим компонентом, превращающим обычный телевизор в домашний кинотеатр, считается многоканальный звуковоспроизводящий тракт состоящий из AV-ресивера, нескольких акустических систем и сабвуфера. При этом такая система может сочетаться с телевизором стандартной чёткости и проигрывателем DVD. Более дорогие кинотеатры включают плоский LED-телевизор высокой чёткости и проигрыватель Blu-ray или сетевой медиаплеер. 
Наиболее дорогие версии домашних кинотеатров состоят из высококачественного DLP-проектора, экрана, специализированного компьютера, усилителя с несколькими колонками, а также одним или двумя сабвуферами. Всё это оборудование требует устойчивого и мощного источника питания, также входящего в комплекс. В качестве альтернативы видеопроектору может использоваться LED-телевизор сверхвысокой чёткости, не требующий затемнения помещения. Большинство дорогих домашних кинотеатров предусматривают просмотр 3D-контента. Состоятельные энтузиасты размещают домашний кинотеатр не в жилой комнате, а в отдельном зале со специальной акустической обработкой. Актуальность такого подхода подтверждается сложностями прокладки соединительных кабелей и правильного размещения громкоговорителей. В США и странах Запада получила распространение установка домашних кинотеатров во дворе частного дома или у бассейна. Кроме того, установленные на соответствующих площадках домашние кинотеатры составляют конкуренцию автокинотеатрам.